# 東北芸術工科大学
東北芸術工科大学（とうほくげいじゅつこうかだいがく、英語: Tōhoku University of Art & Design、公用語表記: 東北芸術工科大学）は、山形県山形市上桜田3-4-5に本部を置く日本の私立大学。1991年創立、1991年大学設置。大学の略称は芸工大またはTUAD。

## 概要
第二次世界大戦後の学制改革で、当時山形県内に所在した高等教育機関の山形高等学校、山形師範学校、山形青年師範学校、米沢工業専門学校および山形県立農林専門学校を母体として、学校教育法（1947年制定）に基づく新制大学の山形大学（山大）が発足した。その後、同大学は国の一県一医大構想に沿って医学部を設置するなど、総合大学として教育内容を逐次充実させていった。しかし、山形県下において短期大学等は設置・整備が進んだ一方で、4年制大学は山大のみという状況がしばらく続いた。そのため、大学進学希望者の大半は東京や仙台の大学を受験したほか、山形県下における大学進学率は全国最低クラスに留まっていた。山形経済同友会の有志らはそうした状況を憂慮し、1975年頃から大学問題の検討を開始した。同会は将来を展望した県勢発展を担える人材育成の観点から、新しい4年制大学の必要性を提言し、啓蒙を繰り広げた。
県内各層において大学新設への期待が高まる中、1985年4月に山形県が策定した第7次山形県総合開発計画では、大学等高等教育研究機能の強化が主要プロジェクトとして掲げられた。また翌年3月、山形市が策定した山形市第五次計画では、特色ある新規大学誘致事業が方策として盛り込まれた。
県と市の思惑が一致していたことから、この後、双方は協議を進め、1989年4月に県と市が共同で大学整備準備室を設置し、文部省と交渉に入った。同年6月、県と市は山形県議会に対し、準備を進めてきた芸術工科大学の設立基本構想について、京都芸術短期大学（2000年京都造形芸術大学に統合、現・京都芸術大学）を運営する学校法人瓜生山学園 （理事長徳山詳直）から設置計画、運営への協力の申し出を受けたこと、設置の考え方としては、芸術工科系大学は北関東以北には存在しないこと、加えて、経済のソフト化・サービス化が高まり、商品価値を高める芸術性が重要となっていることを挙げた。そして私立大学として開学する方針も報告した。こののち、同年12月には学校法人設立準備委員会が発足し、翌1990年3月までに大学用地である山形市桜田低丘陵地の買収も終了した。同年12月に文部省の認可が決定し、大学新設は実現の運びとなった。
東北芸術工科大学（芸工大）は、山形県と山形市が大学の設置に必要な経費約150億円を折半拠出し（土地、建物、教育施設、申請経費。創立時の運営費も含めれば総額196億円）、法人による大学の設立段階までを「準備委員会」（県と市）が行い、施設完成年度以降の運営は学校法人に委ねる公設民営方式を執ることとした。
1992年4月1日に、芸工大は初代学長に久保正彰（東京大学教授・西洋古典学）を迎え、デザイン工学部ならびに芸術学部を設置し開学した。また大学の初代理事長は、当時の板垣清一郎知事が務めたほか、大学職員も県と山形市から多数出向した。
芸工大開学により、47都道府県中で短大以外の大学が1つしかないのは鳥取県のみとなったが、同県でもその後鳥取環境大学（公設民営方式、後に公立化）と鳥取看護大学が開学している。
近年は宮城県仙台市から高速バスを用いて通学する者が多い傾向にある。2020年度新入生の出身都道府県は、宮城県が最多（168人）となり、地元山形県の163人を上回った。

## 統合断念
2011年6月に、学校法人東北芸術工科大学が、京都造形芸術大学を運営する学校法人瓜生山学園と2012年4月に「学校法人藝術学舎」という一つの法人になる統合を目指していることが明らかになった。
しかし、同年7月、地元のフリーペーパー「やまがたコミュニティ新聞」が、統合を疑問視する特集を掲載。その後、元教授などで構成された統合に反対する「東北芸術工科大学を愛する会」が正式に発足した。同年8月に開会された山形県議会総務常任委員会で統合問題が取り上げられた他、衆議院文部科学委員会でも山形選出で自民党所属の遠藤利明議員が「県議会の同意がないと認可すべきじゃない」などと発言。同年10月に県民を対象とした説明会が開催され、山形県と山形市は2回、統合計画の不備を指摘する要望書を提出。大学側はその都度、回答書の形で改善案を示すものの、同年12月には、山形県と山形市が「計画は拙速」と最終見解を示した。
これらを受け、学校法人東北芸術工科大学は理事会を開催し対応を審議。審議の結果、2012年4月の法人統合は見合わせ、文部科学省に提出していた認可申請を取り下げるとともに、当面法人統合の再申請を行わないことを決定。2012年1月16日に学校法人東北芸術工科大学副理事長の古澤茂堂（弁護士）が、文科省を訪ね認可申請を取り下げた。

## 大学施設

### メインキャンパス
芸工大は山形市南東側の上桜田の低位段丘面に位置し、東に西蔵王高原と蔵王連峰を背負い、西には市街地ごしに西部丘陵や朝日連峰、月山等の山形盆地を形成する山々を遠望する。
施設の設計は小国町出身の建築家である本間利雄と徳山詳直が手掛けた。切妻形のダイナミックな大屋根をシンメトリーに流したシンボリックなフォルム、切妻＋ガラス壁の置屋根を中心とした地域的なシンボルを造形した。
三角形の本館前には水を置き、その中央に網走刑務所（博物館網走監獄）の鏡橋を模した鏡橋を設置した。この橋は受刑者が刑に服する時のように、学生が鏡橋を渡るときに水を鏡として自分を見つめて正しい目的に向かってほしいとの願いを込め設置した。このほか、2001年に開学10周年を記念して本館脇に建てられた水上能楽堂「伝統館」では、例年5月に能楽が舞われる。

### 外苑キャンパス
外苑キャンパスは東北芸術工科大学と京都芸術大学（旧・京都造形芸術大学）の東京の拠点として、2010年7月に開設された。東京都港区北青山の明治神宮外苑に所在し、キャンパスは3124平方メートルの2階建て。

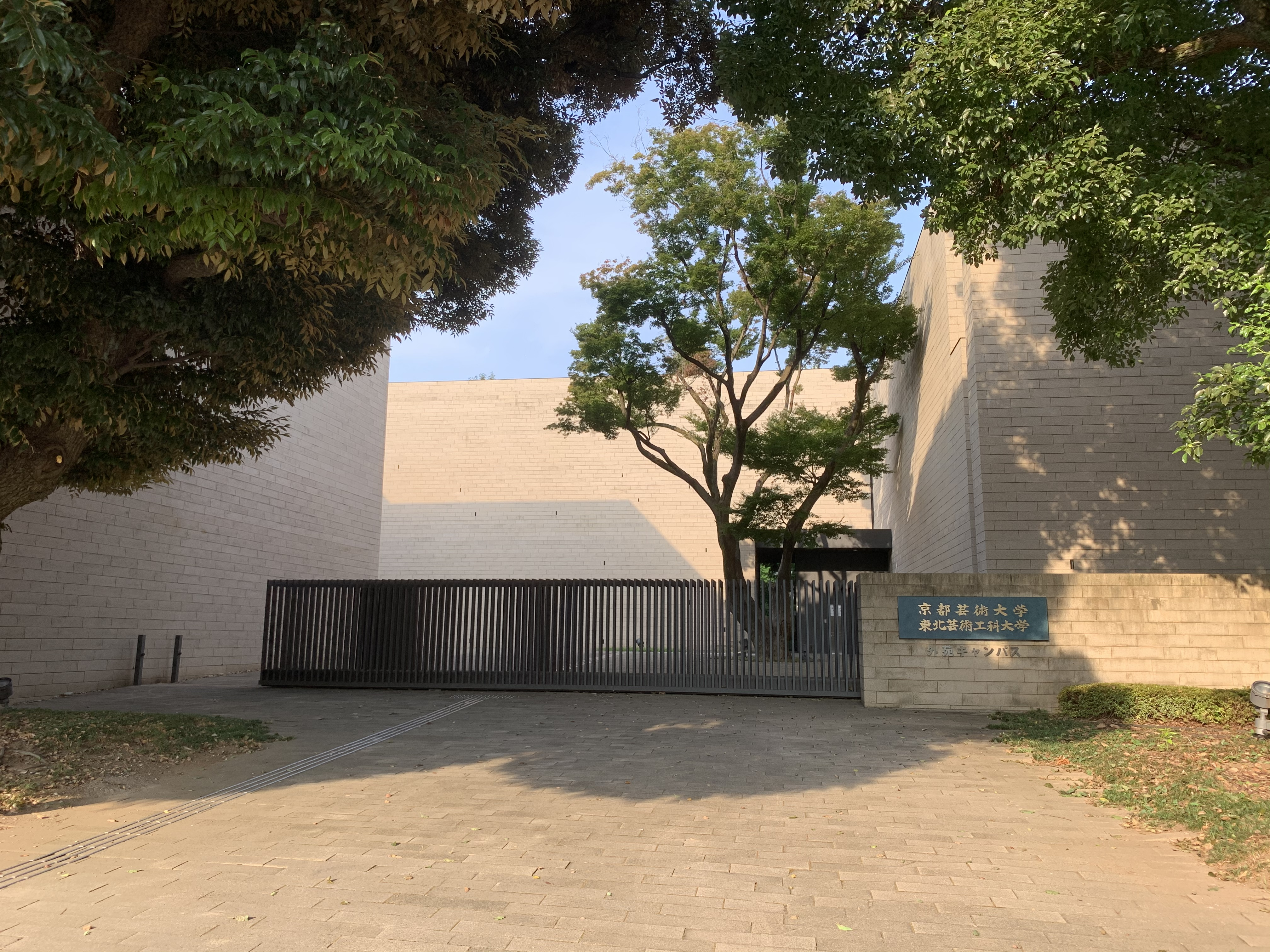
京都芸術大学・東北芸術工科大学　外苑キャンパス

### サテライトキャンパス（閉鎖）
- 宮城県仙台市青葉区（アエル7階）

## 沿革

### 年表
- 1989年 - 学校法人設立準備委員会が発足。
- 1991年 - 学校法人東北芸術工科大学設立。
- 1992年
  - 4月1日 - 東北芸術工科大学開学。芸術学部・デザイン工学部設置。
  - 4月19日 - 入学式を挙行。一期生を迎える。
  - 9月12日 - 創立記念式典挙行。
- 1994年 - 全国高等学校デザイン選手権大会第1回大会開催。以降、毎年開催。
- 1996年 - 大学院開学。芸術工学研究科（修士課程）設置。
- 1997年 - 総合研究センター設立。
- 1999年 - 東北学を提唱した赤坂憲雄がセンター長に就き、東北文化研究センターを設立。
- 2001年 - 文化財保存修復研究センター設立。東京サテライトキャンパス設置。学都仙台単位互換ネットワークに参加。
- 2003年 - 東アジア民族文化アーカイブ研究センター設立。韓国事務所開設。
- 2004年 - こども芸術教育研究センター設立。卒業生支援センター開設。
- 2005年 - 大学院芸術工学研究科博士後期課程設置。大学院仙台スクール開設。こども芸術大学開学。デザイン哲学研究所設立。仙台事務所開設。
- 2006年 - デザイン工学部生産デザイン学科をプロダクトデザイン学科、環境デザイン学科を建築・環境デザイン学科へそれぞれ名称変更。東アジア芸術文化研究所設立。文化財保存修復研究センター センター棟竣工。
- 2007年 - 社会芸術総合研究所設立。
- 2009年 - デザイン工学部にグラフィックデザイン学科、映像学科、企画構想学科を開設。美術館大学センター設立。教養教育センター設立。
- 2010年 - 東京明治神宮外苑に外苑キャンパスを開設（京都造形芸術大学と共同キャンパス）
- 2011年 - 芸術学部に文芸学科を開設。山形県が売却した知事公舎を、改修し「やまがた藝術学舎」を開設。また、学園長ポストを新設し、初代学園長に細川護熙が就任。
- 2012年 - 副学長ポストを1から2へ増やすことを発表。文明哲学研究所を開設。
- 2013年 - 創造性開発研究センターを設立。
- 2023年 - 芸術学部内に「工芸デザイン学科」を新設する。東北芸工大での新学科誕生は9年ぶり[16]。

## 学部
- 芸術学部
  - 文化財保存修復学科（東洋絵画修復、西洋絵画修復、立体作品修復、保存科学、美術史）
  - 歴史遺産学科（歴史、考古、民俗・人類、建築史）　
  - 美術科
    - 日本画コース
    - 洋画コース
    - 版画コース
    - 彫刻コース
    - 工芸コース（陶芸、金工、漆芸）
    - テキスタイルコース
    - 総合美術コース

  - 文芸学科
- デザイン工学部
  - プロダクトデザイン学科（製品デザイン、家具・インテリアデザイン、インタフェースデザイン）
  - 建築・環境デザイン学科（建築デザイン、ランドスケープデザイン、リノベーション、サステイナブルデザイン、エコロジカルデザイン）
  - グラフィックデザイン学科
  - 映像学科
  - 企画構想学科
  - コミュニティデザイン学科

## 大学院
- 芸術工学研究科
  - 芸術工学専攻（博士後期課程）
  - 芸術文化専攻（修士課程）
  - デザイン工学専攻（修士課程）
  - デザイン工学専攻 仙台スクール（修士課程）

## 施設・附置機関
- 本館
- 図書館
- 体育館
- 学生会館
- 水上能舞台
- ギャラリー
- 芸術研究棟A
- 芸術研究棟B
- 芸術研究棟C
- 芸術実習棟
- 新実習棟A
- 新実習棟B
- 新実習棟C
- デザイン工学実習棟A（コミュニティデザイン学科、建築・環境デザイン学科、プロダクトデザイン学科）
- デザイン工学研究棟A
- デザイン工学実習棟B（グラフィックデザイン学科、映像学科）
- デザイン工学研究棟B
- 大学院棟
- 東北文化研究センター（休止中）
- こども芸術教育研究センター
- 美術大学センター
- 文化財保存修復研究センター
- 共創デザイン室
- 東北復興支援機構TRSO（閉鎖）
- 創造性開発研究センター（閉鎖）
- 文明哲学研究所（閉鎖）
- 東アジア芸術文化研究所（京都造形芸術大学、大韓民国ソウル弘益大学校と共同設置／研究所は大韓民国のソウル弘益大学校内に設置）
- 社会芸術総合研究所（京都造形芸術大学と共同設置／東京都渋谷区）
- 総合研究センター（閉鎖）
- デザイン哲学研究所（閉鎖）
- 東アジア民族文化アーカイブ研究センター

## 学生数
| 年度               | 芸術学部 | 芸術学部 | 芸術学部 | デザイン工学部 | デザイン工学部 | デザイン工学部 | 大学院芸術工学研究科 | 大学院芸術工学研究科 | 大学院芸術工学研究科 | 聴講生 | 聴講生 | 聴講生 | 全体 | 全体  | 全体  | 備考       | 出典   |
| 年度               | 男       | 女       | 計       | 男             | 女             | 計             | 男                   | 女                   | 計                   | 男     | 女     | 計     | 男   | 女    | 計    | 備考       | 出典   |
| ------------------ | -------- | -------- | -------- | -------------- | -------------- | -------------- | -------------------- | -------------------- | -------------------- | ------ | ------ | ------ | ---- | ----- | ----- | ---------- | ------ |
| 2002（平成14）年度 | 229      | 441      | 670      | 528            | 597            | 1,125          | 51                   | 36                   | 87                   | 17     | 35     | 32     | 825  | 1,109 | 1,934 | 開学10周年 | [ 17 ] |
| 2003（平成15）年度 | 227      | 466      | 693      | 560            | 626            | 1,186          | 62                   | 33                   | 95                   | 31     | 29     | 60     | 880  | 1,154 | 2,034 |            | [ 18 ] |
| 2004（平成16）年度 | 230      | 472      | 702      | 585            | 608            | 1,193          | 64                   | 40                   | 104                  | 16     | 26     | 42     | 895  | 1,146 | 2,041 |            | [ 19 ] |
| 2005（平成17）年度 | 221      | 495      | 716      | 589            | 617            | 1,206          | 67                   | 50                   | 117                  | 6      | 28     | 34     | 883  | 1,090 | 2,073 |            | [ 20 ] |
| 2006（平成18）年度 | 217      | 546      | 763      | 588            | 629            | 1,217          | 79                   | 49                   | 128                  | 15     | 11     | 26     | 889  | 1,235 | 2,135 |            | [ 21 ] |
| 2007（平成19）年度 | 211      | 576      | 787      | 569            | 642            | 1,211          | 69                   | 54                   | 123                  | 12     | 11     | 23     | 861  | 1,283 | 2,144 |            | [ 22 ] |
| 2008（平成20）年度 | 187      | 599      | 786      | 544            | 649            | 1,193          | 75                   | 69                   | 144                  | 14     | 17     | 31     | 820  | 1,334 | 2,154 |            | [ 23 ] |
| 2009（平成21）年度 | 183      | 648      | 831      | 537            | 689            | 1,226          | 82                   | 67                   | 149                  | 11     | 14     | 25     | 813  | 1,418 | 2,231 |            | [ 24 ] |
| 2010（平成22）年度 | 164      | 672      | 836      | 501            | 730            | 1,231          | 80                   | 71                   | 151                  |        |        |        | 745  | 1,473 | 2,218 |            | [ 25 ] |
| 2011（平成23）年度 | 182      | 716      | 898      | 498            | 725            | 1,223          | 64                   | 78                   | 142                  | 25     | 19     | 44     | 769  | 1,538 | 2,307 |            | [ 26 ] |
| 2012（平成24）年度 | 210      | 790      | 1,000    | 479            | 759            | 1,238          | 42                   | 62                   | 104                  | 8      | 18     | 26     | 739  | 1,629 | 2,368 | 開学20周年 | [ 27 ] |
| 2013（平成25）年度 | 227      | 796      | 1,023    | 450            | 787            | 1,237          | 40                   | 59                   | 99                   | 4      | 9      | 13     | 721  | 1,651 | 2,372 |            | [ 28 ] |
| 2014（平成26）年度 | 259      | 799      | 1,058    | 455            | 789            | 1,244          | 25                   | 51                   | 76                   | 8      | 7      | 15     | 753  | 1,653 | 2,406 |            | [ 29 ] |
| 2015（平成27）年度 | 260      | 773      | 1,033    | 433            | 813            | 1,246          | 20                   | 53                   | 73                   | 11     | 10     | 21     | 756  | 1,650 | 2,376 |            | [ 30 ] |
| 2016（平成28）年度 | 277      | 739      | 1,016    | 446            | 839            | 1,285          | 20                   | 50                   | 70                   | 4      | 11     | 15     | 749  | 1,640 | 2,389 |            | [ 31 ] |
| 2017（平成29）年度 | 289      | 766      | 1,055    | 471            | 797            | 1,268          | 19                   | 38                   | 57                   | 4      | 7      | 11     | 784  | 1,611 | 2,395 |            | [ 32 ] |
| 2018（平成30）年度 | 284      | 772      | 1,056    | 466            | 793            | 1,259          | 19                   | 31                   | 50                   | 8      | 9      | 17     | 778  | 1,608 | 2,386 |            | [ 33 ] |
| 2019（令和元）年度 | 305      | 797      | 1,102    | 473            | 808            | 1,281          | 19                   | 36                   | 55                   | 11     | 4      | 15     | 809  | 1,649 | 2,458 |            | [ 34 ] |
| 2020（令和2）年度  | 303      | 809      | 1,112    | 469            | 812            | 1,281          | 15                   | 34                   | 49                   | 1      | 1      | 2      | 789  | 1,659 | 2,448 |            | [ 35 ] |
| 2021（令和3）年度  | 323      | 787      | 1,110    | 468            | 838            | 1,306          | 15                   | 31                   | 46                   |        | 1      | 1      | 807  | 1,606 | 2,467 |            | [ 36 ] |
| 2022（令和4）年度  | 226      | 765      | 1,101    | 466            | 838            | 1,304          | 14                   | 28                   | 42                   | 1      |        | 1      | 818  | 1,634 | 2,452 | 開学30周年 | [ 37 ] |
| 2023（令和5）年度  | 319      | 770      | 1,089    | 453            | 859            | 1,312          | 14                   | 25                   | 39                   |        | 1      | 1      | 788  | 1,657 | 2,445 |            | [ 38 ] |
| 2024（令和6）年度  | 318      | 780      | 1,098    | 405            | 864            | 1,329          | 20                   | 29                   | 49                   | 1      | 2      | 3      | 806  | 1,678 | 2,484 |            | [ 39 ] |

## 対外関係

### 他大学との協定
- 学都仙台コンソーシアム
- 大学コンソーシアムやまがた
- 放送大学[40][41]